# Sledgehammer Games
Sledgehammer Games – amerykańskie studio produkujące gry komputerowe, założone w 2009 roku przez weteranów branży Glena Schofielda i Michaela Condrey. Obaj panowie wcześniej pracowali w Visceral Games i są odpowiedzialni za pozytywnie przyjętą grę Dead Space. Firma jest spółką zależną od Activision, natomiast posiada niezależność w produkcji gier.

## Historia
Sledgehammer Games z początku w 2009 roku rozpoczęło prace nad trzecioosobowym shooterem (TPP), który miał rozszerzyć markę Call of Duty o grę z gatunku action-adventure. Jednak w związku z odejściem ze studia Infinity Ward Jasona Westa, Vince'a Zampelli oraz 47 innych pracowników w kwietniu i maju 2010 roku Activision wstrzymało prace nad tym projektem i zaprosiło Sledgehammer Games do współpracy z Infinity Ward przy produkcji Call of Duty: Modern Warfare 3. Zanim studio zaczęło współpracować z Infinity Ward, przez pół roku pracowało nad nieukończoną grą.
W lutym 2014 Activision ogłosił, że Sledgehammer Games będzie pracował nad kolejną częścią serii Call of Duty. Call of Duty: Advanced Warfare zostało wydane 4 listopada 2014.
Następnym projektem studia było wydane 3 listopada 2017 Call of Duty: WWII.
Obecnie Sledgehammer Games zatrudnia ponad 200 osób i planuje zatrudnić kolejne 100 w ciągu najbliższych miesięcy

## Odbiór
Pierwsza gra współtworzona przez to studio, Call of Duty: Modern Warfare 3, w ciągu pierwszych 24 godzin po premierze znalazła 6,8 mln nabywców i wygenerowała zyski na poziomie 470 mln dolarów. Grze udało się pokonać dotychczasowego rekordzistę, Call of Duty: Black Ops – w ciągu pierwszych 5 dni od wejścia na rynek Black Ops zarobiła na całym świecie 650 mln dolarów, a Modern Warfare 3 – 775 mln dolarów. Modern Warfare 3 w pierwszym tygodniu na rynku zajęło czołową pozycję na liście najchętniej kupowanych gier w Wielkiej Brytanii i utrzymywało się na niej do 21 listopada 2011 mimo tego, że sprzedaż spadła o 87%. Wersja gry na konsolę PlayStation 3 podbiła listy przebojów także w Japonii; na tę platformę sprzedano 180372 kopii, a na konkurencyjny sprzęt od firmy Microsoft, Xbox 360, 30000 egzemplarzy

## Gry
| Tytuł                                                             | Silnik     | Data wydania     | Platformy                                                 | Średnia ocen |
| ----------------------------------------------------------------- | ---------- | ---------------- | --------------------------------------------------------- | ------------ |
| Call of Duty: Modern Warfare 3 (z Infinity Ward i Raven Software) | MW3 engine | 8 listopada 2011 | Windows, PlayStation 3, Xbox 360, Wii                     | 92,43%       |
| Call of Duty: Advanced Warfare                                    |            | 5 listopada 2014 | Windows, PlayStation 3, PlayStation 4, Xbox 360, Xbox One |              |
| Call of Duty: WWII                                                |            | 3 listopada 2017 | Windows, PlayStation 4, Xbox One                          |              |